# 台北天空塔
台北天空塔（英語：The Sky Taipei）是一座興建中的雙品牌飯店、百貨公司摩天大樓，位於臺灣臺北市信義區松智路與松壽路口。興建基地為原中國信托總部大樓及新舞臺拆除後的創意貨櫃市集COMMUNE A7。樓高280公尺，完工後將成為臺北市信義區第二高樓，高度僅次於台北101，目前為臺北市信義區第二高建築。
建築設計構想源自於臺灣竹筍，寓意不斷向天空生長壯大的新筍，與竹子意象的101相得益彰，構成台北天際線，配合古希臘經典石柱設計，使東西方特色融合其中，外牆以綠色玻璃帷幕覆蓋。

## 發展歷史

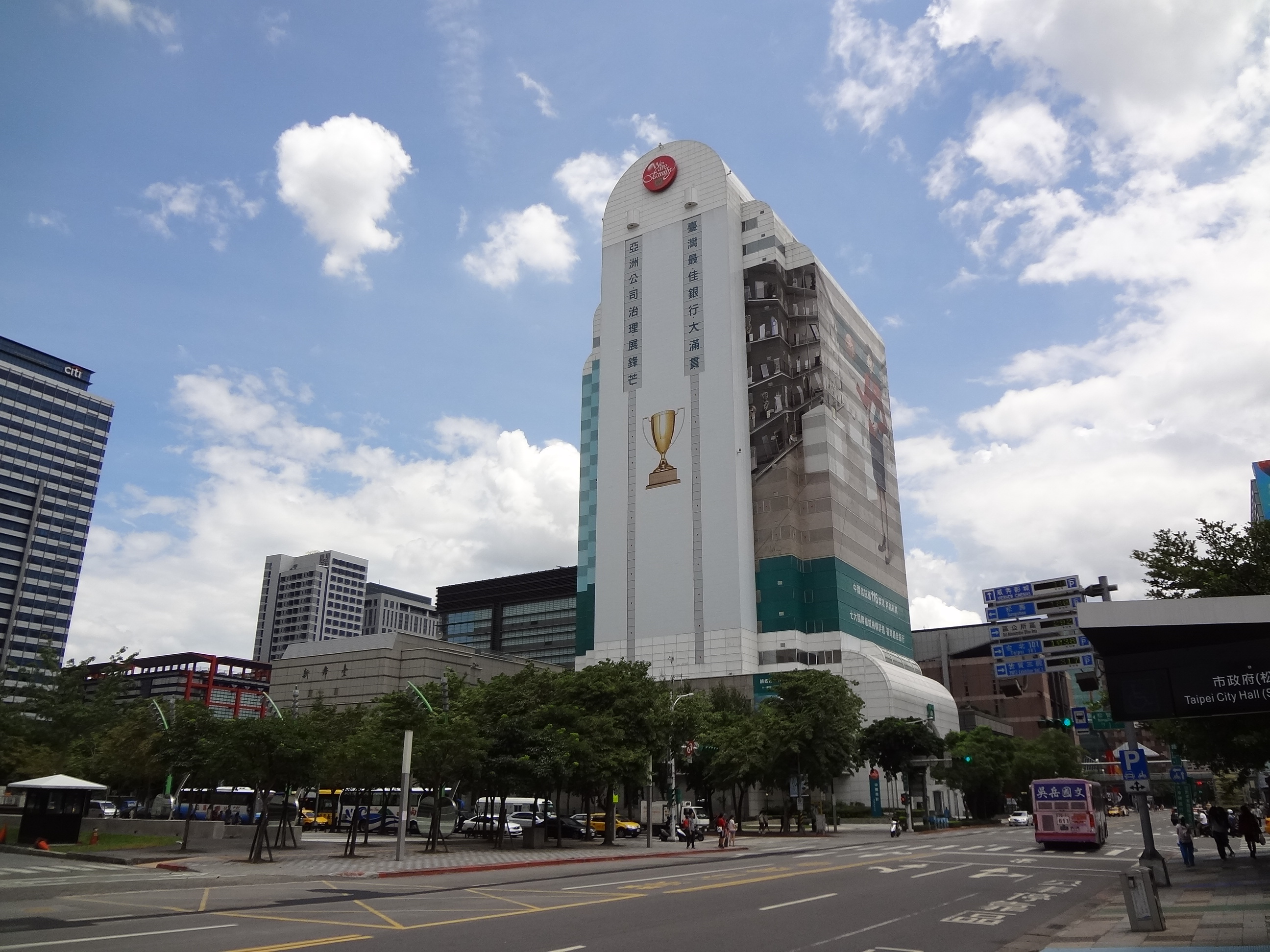
2013年時，A7上的中國信託總行大樓與新舞台

### 舊中國信託總部大樓
舊中國信託總部大樓與新舞台，於1995年5月10日竣工，為地下5層、地上22層之建築，總高度90公尺左右，總樓地板面積為62,491.66平方公尺。

### 動工前沿革
信義計畫區A7地段，為舊中國信託總部大樓與新舞台。因新舞台被公告為臺北市文化資產，導致A7出售有問題。
- 2014年5月19日，中國信託總部遷至南港區的中國信託金融園區。
- 2015年10月30日，中國信託以新台幣151億元出售95%土地所有權持分給子樂開發與碩河開發。由買方負責拆除舊中國信託總部大樓。[8]
- 2016年12月24日，舊中國信託總部大樓拆除完成的空地，變身由貨櫃屋和餐車組成的貨櫃市集COMMUNE A7。[9]
- 2017年10月30日，元大銀行主辦新台幣205.5億元的碩河開發聯貸案完成簽約儀式。[10]
- 2018年1月28日，貨櫃市集COMMUNE A7結束營業。
- 2018年2月5日，張惠妹於COMMUNE A7舉行《偷故事的人》戶外萬人演唱會。[11]
- 2018年3月23日，信義A7摩天樓通過環評，新舞台將原址重建，規模不小於舊有建築。[12]
- 2019年6月4日，Taipei Sky Tower舉行動工典禮。
- 2020年，官方將英文名稱從“Taipei Sky Tower”改成“The Sky Taipei”
- 2022年8月13日，一名45歲的陳姓水電工人在施工時不慎從梯子上跌落，遭下方鋼筋刺穿胸部，緊急送醫仍宣告不治。[13]
- 2022年8月15日，北市勞動檢查處宣布勒令停工，待施工單位提出改善計畫，經審查合格後才可復工。[14]
- 2022年9月16日，北市勞動檢查處發文同意復工；各工班已於2022年9月17日陸續進場恢復施工。
- 2022年11月22日，信義A7商業大樓舉行上樑典禮，主體結構封頂。

## 外部連結
- 官方网站 （英文）（繁體中文）